# Kaple svaté Anny (Zákupy)
Kaple svaté Anny je na břehu Svitavky v Zákupech. Byla v 17. století kapličkou u morového hřbitova, který již neexistuje. Je chráněna jako kulturní památka České republiky, v seznamu památek Národního památkového ústavu je však zapsána pod chybným názvem Kaple sv. Marie.

## Historie a současnost
V roce 1680 zasáhla Zákupy morová epidemie a po ní zůstalo živých jen 6 lidí. V tomto roce byla kaple postavena za panování zámeckého pána Julia Františka Sasko Lauenberského na morovém nouzovém hřbitově u Svitavky (tehdy zvané ZwitteBach). Hřbitov zde existoval ještě v 18. století.
Kaple byla dříve v péči Římskokatolické farnosti v Zákupech, nyní patří městu (zapsána jako obecní). Bohoslužby se zde nekonají.
Kaple je zapsána od roku 1958 v Seznamu kulturních památek pod číslem 27967/5-3437 s adresou: Zákupy, u mostu proti čp. 147.
Nachází se v Zákupech u mostu se sochami svatých (též kulturní památka) přes Svitavku v Mostecké ulici, na pravém břehu Svitavky.

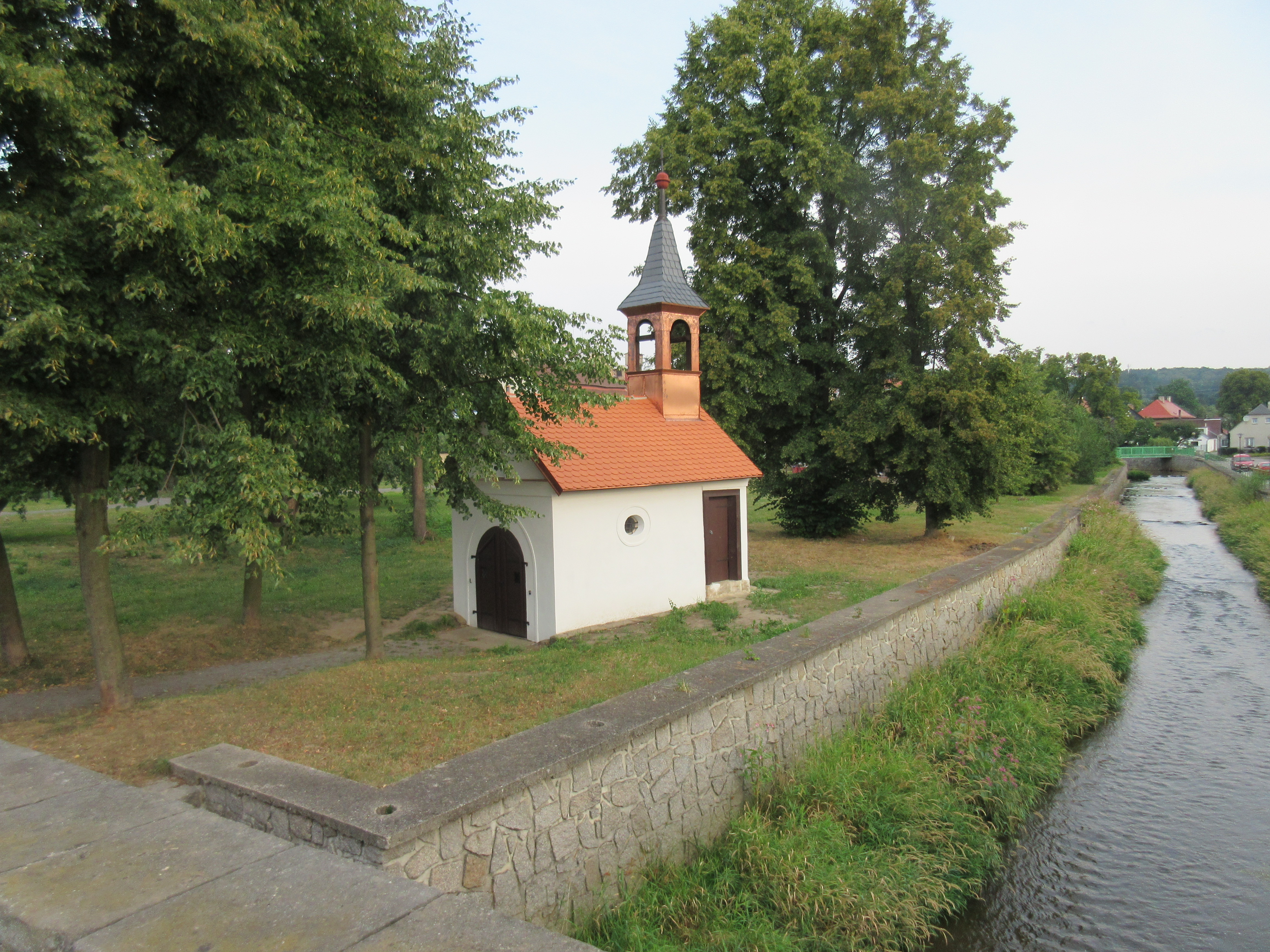
Kaple po renovaci v roce 2015, vpravo polovyschlá Svitavka

## Renovace
Po záplavách v roce 2010 byla zčásti zatopena nedalekou Svitavkou i kaple. Po několika letech se městu podařilo získat dotaci a kapli nechat v roce 2015 zrenovovat. Dotaci městu poskytlo ve výši 210 000 Kč Ministerstvo kultury z dotačního programu Regenerace městské památkové zóny. Při renovaci byla opravena střecha, věžička, omítky, mříže, vyměněny dveře.